# 2010年7月11日日食
2010年7月11日日食是一次日全食，發生於2010年7月11日（東半球的部分日偏食區域為7月12日）。新月當天（即朔日），地球上觀測到月球和太阳的角距離極小，此時月球如果恰好在月球交點附近，穿過太阳和地球之間，與地球、太阳接近一直線，則會出現日食。月球本影接觸地表而使該區域完全得不到陽光，就會形成日全食，同時在本影兩側數千公里的半影範圍內遮擋部分陽光，形成日偏食。此次日全食經過了库克群岛、法屬玻里尼西亞、復活節島、智利本土、阿根廷，日偏食則覆蓋了南太平洋和南美洲中南部的廣大區域。

## 日食概況

### 出現區域

此次日全食過程中月影在地表移動的動畫

東加東南約710公里的西南太平洋面在日出時最先看到日全食，隨後月球本影向東偏北劃過玻里尼西亞的库克群岛和法屬玻里尼西亞的部分島嶼，逐漸轉向東南，在皮特凯恩群岛迪西島東北約620公里的洋面達到最大食分。此後本影繼續向東南移動，劃過東南太平洋的大片海域，又覆蓋了智利特殊領地復活節島之後，在日落前夕從南巴塔哥尼亞冰原登上南美洲，在日落時結束於阿根廷南端的聖克魯斯省境內。全食帶均在國際日期變更線以東，在7月11日看到日全食。
本影經過的陸地依次包括：
- 庫克群島：位於全境最南部的曼加伊亞島；
- 法屬玻里尼西亞：向風群島中的梅海蒂亞島，土阿莫土群島中的阿納環礁、塔哈内阿环礁最南端、莫圖通阿環礁、哈拉伊基環礁、北馬魯特阿環礁、雷托魯環礁、尼希魯環礁除最北端外的大部、希庫埃魯環礁、特科科塔環礁、馬羅考環礁、拉瓦海雷环礁、雷卡雷卡環礁、陶埃雷環礁、豪環礁、阿馬努環礁、塔塔科托環礁；
- 復活節島全境；
- 智利本土：伊瓦涅斯將軍艾森大區南端、麦哲伦-智利南极大区北部；
- 阿根廷：聖克魯斯省西南部。[3][4]

除了狹窄的全食帶內能看見日全食之外，月球半影覆蓋範圍內都能看到日偏食，包括大洋洲的吉爾伯特群島南部、斐濟、克利珀頓島，及玻里尼西亞除约翰斯顿环礁和夏威夷群島外的島嶼，但其中新西兰僅包括北島東北角和查塔姆群島，以及南美洲的厄瓜多尔科隆群岛除東北部少數島嶼外的大部、秘鲁南半部、玻利維亞南半部、巴西西南部，智利、巴拉圭、阿根廷、乌拉圭四國全境及福克兰群岛。其中大部分位於國際日期變更線以東，在7月11日看到日食，剩下的部分在7月12日看到日食。

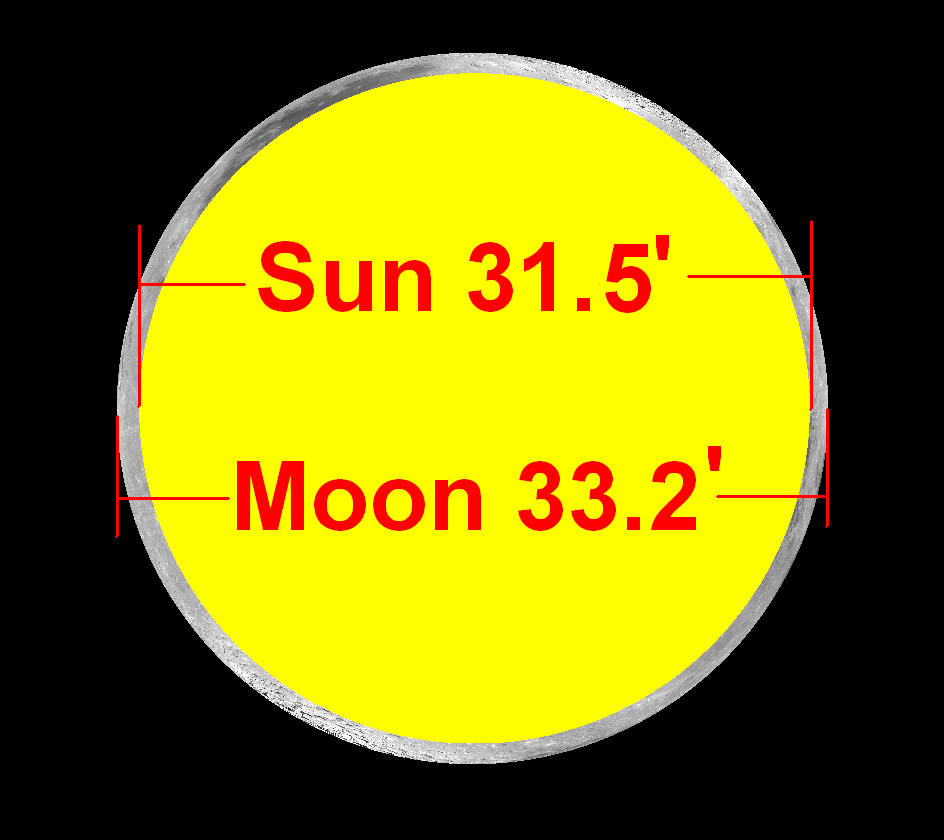
本次全食帶的中心處日月視直徑對比，食分的定義即為月球視直徑與太阳視直徑的比值

### 基本參數
- 類型：日全食
- 食甚中心處（位於皮特凯恩群岛迪西島東北約620公里的南太平洋）資料：
  - 時間：2010年7月11日19:33:31.2
  - 地點：19°44.8′S 121°52.4′W / 19.7467°S 121.8733°W
  - 食分：1.0580（全食帶內最大）
  - 本影寬度：258.6公里
  - 日全食持續時間：5分20.2秒
- 全食最長處資料：
  - 時間：2010年7月11日19:31:25
  - 地點：19°29′S 122°32′W / 19.483°S 122.533°W
  - 本影寬度：259.5公里
  - 日全食持續時間：5分20.3秒（全食帶內最長）[6]

## 观测活动
日全食吸引了許多人前往全食帶內觀測。由於本次全食帶覆蓋的大部分是海洋，陸地僅包括太平洋內的多個島嶼和南美洲最南端，世界各地的遊客及科學家也大多集中在這些地方觀測。国际天空摄影组织夜空下的世界也向全食帶內多個地點派了摄影师，其中不僅有各太平洋島嶼和阿根廷巴塔哥尼亞的地面觀測，還有人乘坐包机、郵轮观测。

### 库克群岛
新西兰的聯繫邦库克群岛最南端的曼加伊亞島落在此次全食帶內，能看到持續3分18秒的日全食。這個面積僅51.8平方（20.0平方英里）的小島在日全食期間共有約400名遊客，超過了以往一整年進入該島的遊客數，也相當於該島自身的人口。為使更多遊客前來觀看日全食，經營库克群岛各島嶼航線的拉羅湯加航空也做了大量計劃和準備，包括向該島運送住宿及後勤物資，並提供日全食觀測航線，將遊客帶至全食帶內的高空區域，看到約3分45秒的全食。

### 法屬玻里尼西亞
本次日食是法屬玻里尼西亞350年來的首次日全食。約有5000人前往該地區看日全食，使當地獲得了約840萬欧元的旅遊收入。經營島嶼間航線的大溪地航空（Air Tahiti）增加了16架次飛往土阿莫土群島的航班，此外還有2艘郵輪、1艘渡輪和衆多帆船將遊客載往全食帶內。還有300多人搭乘法屬玻里尼西亞的國家航空公司大溪地航空（Air Tahiti Nui，常用中文譯名與上文提到的「大溪地航空」相同，但不是同一家公司）的一架飛機在土阿莫土群島上空觀測了日食，而美国国家航空航天局的科學家乘坐另一架飛機從澳大利亚出發，在高空獲得了更好的觀測條件。日全食當天，法屬玻里尼西亞全食帶內東南部的豪環礁一帶天氣晴朗，觀測極為成功，而靠近全食帶中心的希庫埃魯環礁一帶日食的前半部分，包括全食階段，都被濃密的雲層掩蓋，肉眼難以分辨，只能通過部分相片能看出日食的過程，直到偏食階段的後半部分天空才轉為晴朗。此外，在駛往希庫埃魯環礁的郵輪兼貨輪上，儘管開始和結尾的偏食階段受到了雲的影響，仍然順利看到了全食階段，還拍攝到了綠閃光。為避免直視太阳造成實力損傷，當地衛生部門在日食前做了宣傳活動，並訂購了近12萬副特製眼鏡以供銷售。加拿大電影導演詹姆斯·卡梅隆也前往法屬玻里尼西亞觀看了此次日全食。

### 復活節島

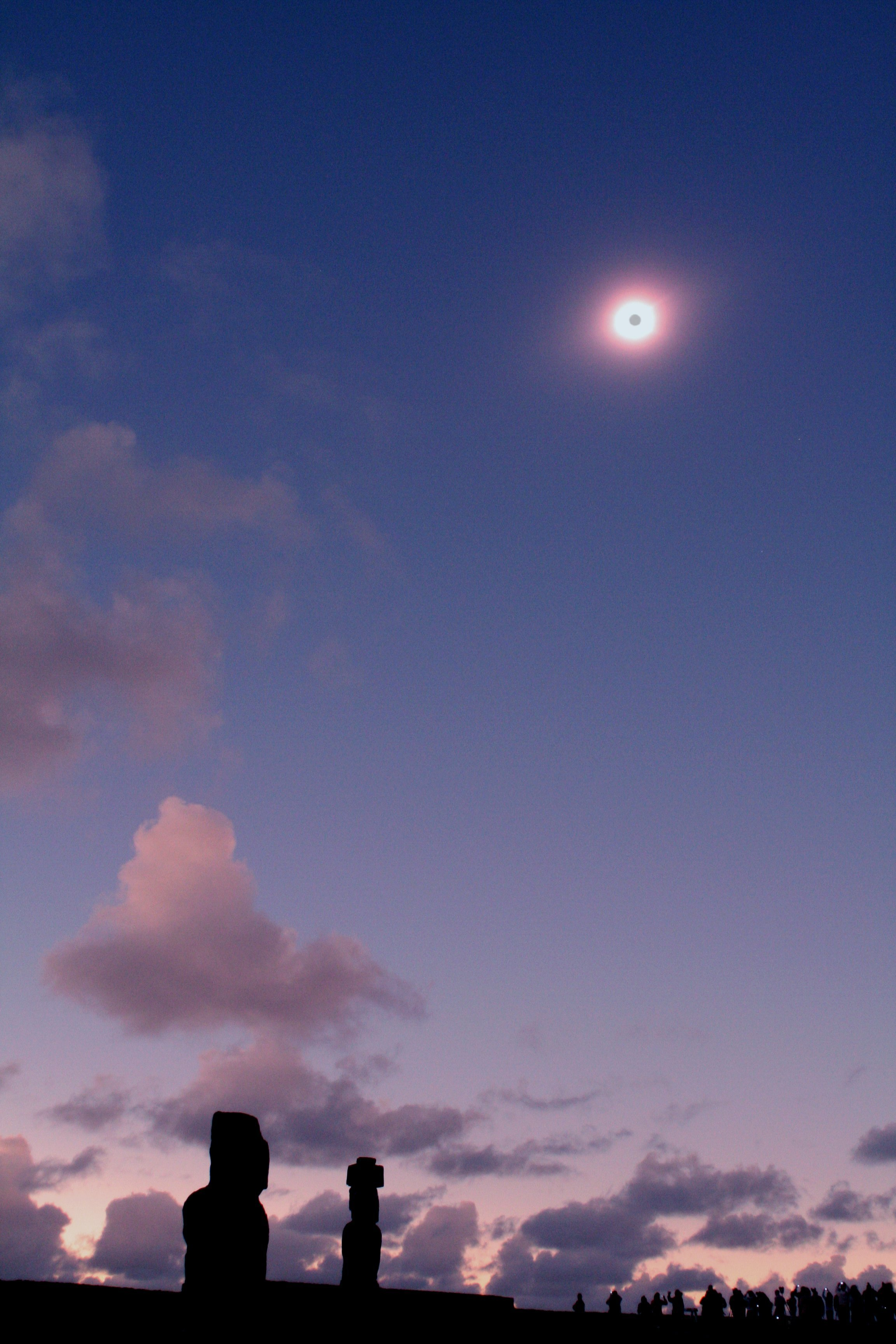
復活節島安加羅阿的日全食

世界上最與世隔絕的島嶼之一、智利的特殊領地復活節島能看到持續4分41秒的日全食。島上的世界文化遺產拉帕努伊國家公園使其吸引了大量遊客。由於當年2月27日的智利大地震後該島曾進行了疏散，政府也希望藉此次日全食的機會重振旅遊業。日全食前後，約4000名遊客、科學家、攝影師、電影製片人和記者涌入該島，將島上的人口翻倍至約8000人。當地官員表示，復活節島能夠應對大量涌入的遊客，只是包括著名的摩艾石像在內的許多重要遺蹟需要加強安保，還說復活節島本身就是一個露天博物館，而日全食也是博物館的一部分。美国威廉姆斯学院的教授傑·珀薩喬夫也率領了一支研究團隊前往復活節島，研究日冕及太阳的外層大氣。還有人觀察了動物在日全食期間按夜間習性做出的舉動。

### 南美洲大陸

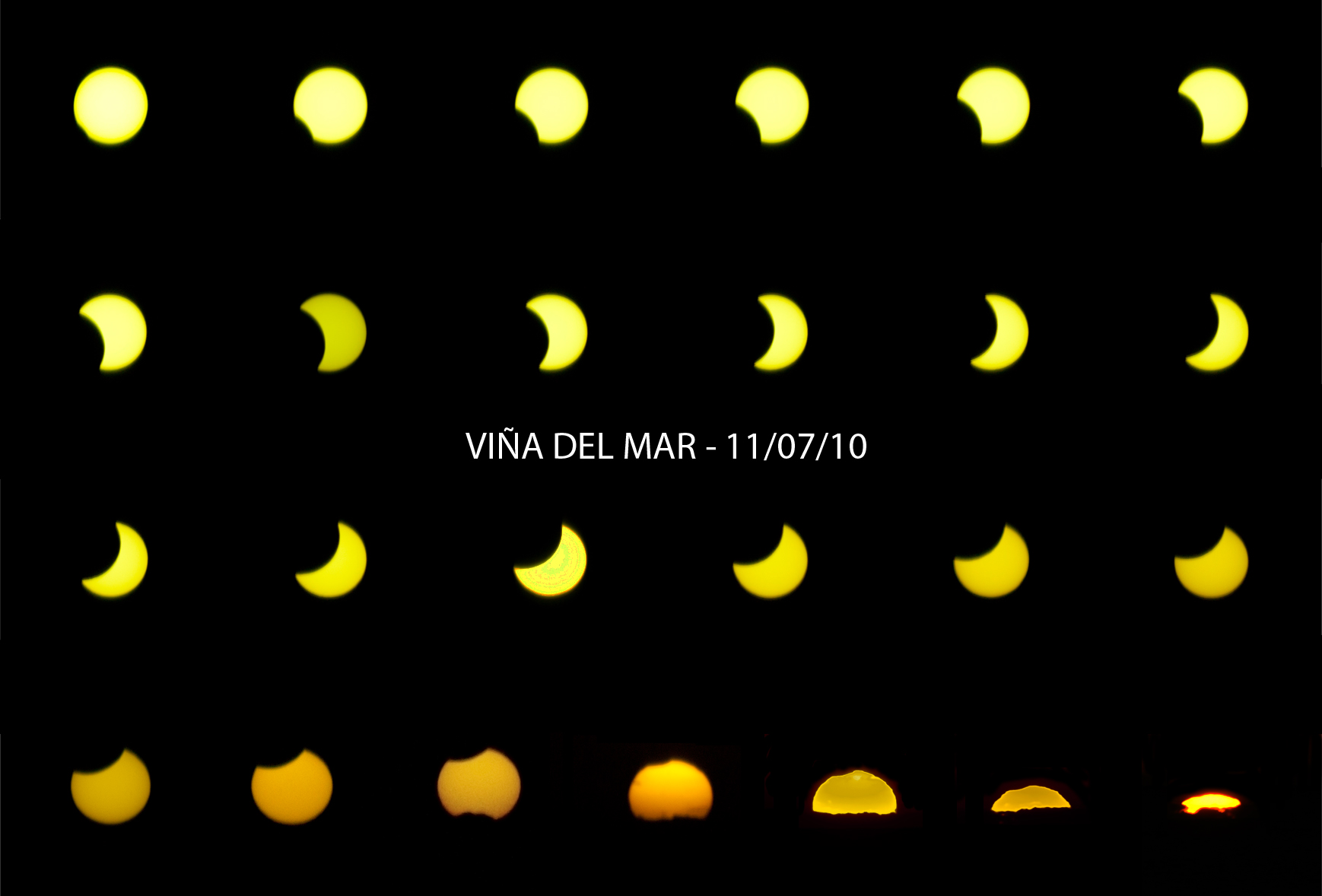
智利比尼亞德爾馬的日食過程

南美洲智利和阿根廷兩國南端的巴塔哥尼亞地區是此次全食帶在地表最後經過的區域。當地的全食發生在日落前不久，太阳高度角只有約1°。日食前一天，巴塔哥尼亞的天空都被雲層覆蓋，但在日食當天就轉為晴朗。有些遊客前往阿根廷南端的埃爾卡拉法特，登上莫雷諾冰川海拔3,280英尺（1,000）的山峰觀看日食，當地的全食階段出現時，距日落只有約2分鐘時間，太阳緊貼著西側安地斯山脈的邊緣，距地平線非常近。

## 其他事件
2010年世界杯足球赛决赛恰在本次日食過程中進行，法屬玻里尼西亞大溪地島的許多球迷放棄了食分超過0.98的日偏食，而選擇觀看球賽直播。
智利安托法加斯塔大區在當地時間7月11日20:11發生了黎克特制6.2级地震，恰在日食結束後幾個小時。震央附近阿他加馬沙漠中的卡拉馬和旅遊勝地圣佩德罗德阿塔卡马均無重大伤亡及設施損毀的報告。

## 相關的日食

### 2008-2011年的日食
月球交替位於相對的月球交點時，以半個交點年（食年），即約177天又4小時間隔出現下列日食。
| 日食列表  |           |           |           |           |           |           |           |           |           |           |           |
| 1997-2000 | 2000-2003 | 2004-2007 | 2008-2011 | 2011-2014 | 2015-2018 | 2018-2021 | 2022-2025 | 2026-2029 | 2029-2032 | 2033-2036 | 2036-2039 |

| 升交點                                                         | 升交點                  |                                  | 降交點                  | 降交點 |
| 沙羅周期                                                       | 地圖                    | 沙羅周期                         | 地圖                    |        |
| 121 新西兰基督城的日偏食                                       | 2008年2月7日 環食       | 126 俄罗斯新西伯利亚的日全食     | 2008年8月1日 全食       |        |
| 131 印尼帕朗卡拉亞的日環食                                     | 2009年1月26日 環食      | 136 孟加拉国古里格拉姆县的日全食 | 2009年7月22日 全食      |        |
| 141 中非共和國班基的日環食                                     | 2010年1月15日 環食      | 146 法屬玻里尼西亞豪環礁的日全食 | 2010年7月11日 全食      |        |
| 151 奥地利維也納的日偏食                                       | 2011年1月4日 偏食（北） | 156                              | 2011年7月1日 偏食（南） |        |
| 註：2011年6月1日和2011年11月25日的日偏食屬於下一組交點年系列。 |                         |                                  |                         |        |

### 沙羅周期
沙罗周期長度為18年11天。本次日食屬於沙羅周期146，共包含76次日食，依次為1541年9月19日至1920年5月18日的22次日偏食、1938年5月29日至2154年10月7日的13次日全食、2172年10月17日至2226年11月20日的4次全環食（亦稱混合食）、2244年12月1日至2659年8月10日的24次日環食、2677年8月20日至2893年12月29日的13次日偏食，總共歷時1352.26年。其中最長的全食發生於1992年6月30日，共持續了5分21秒。
下表列舉了1901年至2100年間發生的屬於該周期的日食，是第21至32次：
| 21            | 22            | 23            |
| ------------- | ------------- | ------------- |
| 1902年5月7日  | 1920年5月18日 | 1938年5月29日 |
| 24            | 25            | 26            |
| 1956年6月8日  | 1974年6月20日 | 1992年6月30日 |
| 27            | 28            | 29            |
| 2010年7月11日 | 2028年7月22日 | 2046年8月2日  |
| 30            | 31            | 32            |
| 2064年8月12日 | 2082年8月24日 | 2100年9月4日  |

### 默冬序列
默冬序列是至少包含5個以19年（6939.69天）重覆出現的食的週期組合，而這些日食幾乎都出現在日曆上相同的日期。另一方面，它也包含了1/5長或3.8年（1387.94天）的子週期。
這個序列從1953年7月11日至2029年7月11日，其中包含了21次的日食事件。
| 7月10-11日    | 4月29-30日    | 2月15-16日    | 12月4日       | 9月21-23日    |
| 116           | 118           | 120           | 122           | 124           |
| ------------- | ------------- | ------------- | ------------- | ------------- |
| 1953年7月11日 | 1957年4月30日 | 1961年2月15日 | 1964年12月4日 | 1968年9月22日 |
| 126           | 128           | 130           | 132           | 134           |
| 1972年7月10日 | 1976年4月29日 | 1980年2月16日 | 1983年12月4日 | 1987年9月23日 |
| 136           | 138           | 140           | 142           | 144           |
| 1991年7月11日 | 1995年4月29日 | 1999年2月16日 | 2002年12月4日 | 2006年9月22日 |
| 146           | 148           | 150           | 152           | 154           |
| 2010年7月11日 | 2014年4月29日 | 2018年2月15日 | 2021年12月4日 | 2025年9月21日 |
| 156           |               |               |               |               |
| 2029年7月11日 |               |               |               |               |

## 外部連結
- NASA日食專頁（页面存档备份，存于）（英文）
- 可見區域圖和時間統計：由弗雷德·埃斯佩纳克做出的日食預報，NASA/GSFC
  - Google互動地圖呈現的日食範圍
  - 貝塞爾元素
- NASA/GSFC的2010年7月11日日食主頁（页面存档备份，存于）（英文）
- Google地圖顯示的日全食和日偏食範圍（页面存档备份，存于）（法文）（英文）
- Eclipse.org.uk的2010年7月11日日全食資料（英文）

圖片：
- Spaceweather.com的多地日全食及日偏食照片（页面存档备份，存于）（英文）
- 復活島上空的日全食，2010年7月14日每日一天文圖，拍攝於摩艾石像前
- 安地斯山黃昏的日全食，2010年7月15日每日一天文圖，拍攝於阿根廷阿根廷湖旁的山頭上
- 日冕，2010年7月21日每日一天文圖，拍攝於復活節島
- 鑽石環與亮暗紋帶，2010年7月24日每日一天文圖，拍攝於法屬玻里尼西亞豪環礁
- 復活島海灘上空的日全食，2010年7月30日每日一天文圖，拍攝於阿納克納海灘（英语：Anakena）
- 日全食影錐，2010年8月4日每日一天文圖，拍攝於阿根廷巴塔哥尼亞
- 2009年以來歷次日全食的日冕（页面存档备份，存于），本次拍攝於法屬玻里尼西亞塔塔科托環礁（法文）（英文）

| \| \| 日食 \|                             |                              |                                          |
| 上一次日食： 2010年1月15日日食 （日環食） | 2010年7月11日日食 （日全食） | 下一次日食： 2011年1月4日日食 （日偏食） |
| 上一次日全食： 2009年7月22日日食          | 2010年7月11日日食 （日全食） | 下一次日全食： 2012年11月13日日食        |
|                                           | 日食                         |                                          |